# Vukeljići
Vukeljići su naseljeno mjesto u općini Fojnica, Federacija Bosne i Hercegovine, BiH.

## Stanovništvo

### 1991.
Nacionalni sastav stanovništva 1991. godine, bio je sljedeći:
ukupno: 86
- Muslimani - 84
- ostali, neopredijeljeni i nepoznato - 2

### 2013.
Nacionalni sastav stanovništva 2013. godine, bio je sljedeći:
ukupno: 40
- Bošnjaci - 40

## Znamenitosti
U mjestu se nalazi tekija nakšibendijskog reda koju je osnovao šejh Husein ef. Zukić 1780. godine.
Prvi privatni obiteljski muzej, muzej Musa Kjazim Hadžimejlić. Sadrži bogatu zbirku eksponata poput slika, levhi, fermana, derviških nošnji i dr. Muzej je 1999. godine izgradio i otvorio sa svojim sinovima Ćazimom i Abdusamedom šejh Mesud ef. Hadžimejlić. Podignut je na temeljima prve privatne medrese Vukeljići. Muzej se zove po osnivaču medrese, šejhu Musi Kjazimu ef. Hadžimejliću. Osnovan na mjestu koja od osnutka pa do danas važi za jedno od značajnijih derviških centara na Balkanu.

## Vanjske poveznice
- http://nona.net/features/map/placedetail.892060/Vukeljići/